# Bedőházi János
Bedőházi János (Bedőházyként is; Szászvesszős, 1853. július 27. – Marosvásárhely, 1915. június 23.) tanár, író, Bolyai Farkas és Bolyai János első életrajzírója.

## Élete és munkássága
A kolozsvári református kollégiumban érettségizett  1870-ben. 1871–1873 között a budapesti műegyetemen, majd 1875–1877 között a kolozsvári egyetemen tanult. 1881-ben vegytan-természettani tanári oklevelet szerzett.  Az 1879–1880-as tanévtől a marosvásárhelyi református kollégiumban helyettes természet- és mennyiségtantanár, 1881 júniusától pedig rendes tanár.
Kilenc és fél évig volt a kollégium igazgatója. Bedőházi igazgatóságára esik a református kollégium új épületének felavatása 1911-ben. Nagyban hozzájárult a tervezési és kivitelezési munkálatokhoz, és az anyagiak előteremtéséhez.
1892-1893-ban a Marosvásárhely című lap szerkesztője, 1901–1910 között Kossuth-párti országgyűlési képviselő volt. Közben egy ideig a Független Magyarország főmunkatársa.

## Munkássága

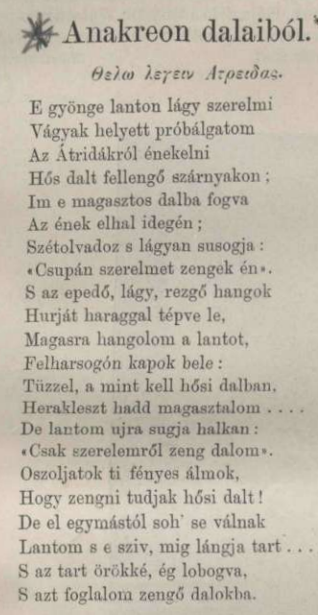
Anakreón-fordításának egy darabja

Népszerűsítő természettudományos cikkeket írt, azonkívül verseket is. Többek között lefordította Anakreónt.
George Bruce Halsted texasi egyetemi tanár  biztatására megírta Bolyai Farkas és Bolyai János első életrajzát.
Halsted, aki angol nyelvre fordította Bolyai János Appendixét, és népszerűsítette a két Bolyai munkásságát Amerikában, 1896-ban ellátogatott Kolozsvárra és Marosvásárhelyre, ahol Bedőházi János fogadta.

## Művei
- A két Bolyai,  Marosvásárhely, 1897. Online hozzáférés.

## Emlékezete

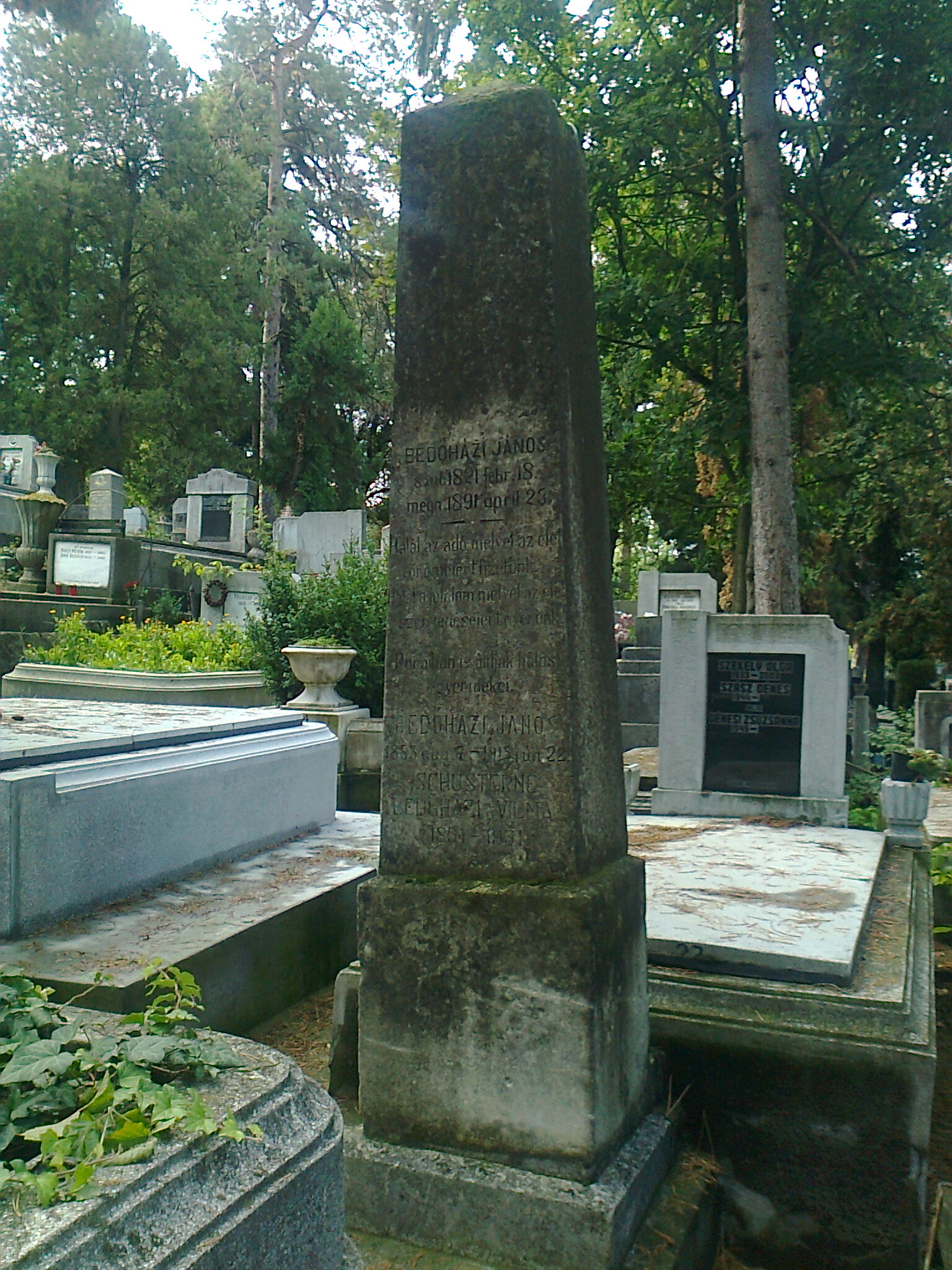
Sírja a marosvásárhelyi református temetőben

Sírja a marosvásárhelyi református temetőben van a VIII. parcellában, ahol apjával és leánytestvérével nyugszik. A sír felirata:

BEDŐHÁZI JÁNOS 

sz. 1821. febr. 18   

megh. 1891. april 23 

Halál az adó melyet az élet 

örömeiért fizetünk. 

Halál a jutalom melyet az élet 

szenvedéseiért nyerünk.
Poraiban is áldják hálás 

gyermekei
BEDŐHÁZI JÁNOS 

1853. aug. 7 – 1915. jún. 22 

SCHUSTERNÉ

BEDŐHÁZI VILMA 

1851 – 1931